# 沃尔默森
沃尔默森是德国莱茵兰-普法尔茨州的一个市镇。总面积2.63平方公里，总人口392人，其中男性200人，女性192人（2011年12月31日），人口密度149人/平方公里。